# ТЕС Плуто ЗПГ
20°36′51″ пд. ш. 116°45′53″ сх. д. / 20.61417° пд. ш. 116.76472° сх. д.
ТЕС Плуто ЗПГ – теплова електростанція на північному заході Австралії, що є частиною заводу зі зрідження природного газу Плуто ЗПГ.
Основне обладнання електростанції складають чотири встановлені на роботу у відкритому циклі газові турбіни потужністю по 36 МВт.
Як паливо використовують природний газ. 
Для видалення продуктів згоряння кожна турбіна має димар заввишки 40 метрів, при цьому два з димарів обладнали системою утилізації тепла відхідних газів з метою виробництва теплової енергії.
У 2020-х роках узялись за спорудження другої технологічної лінії заводу Плуто ЗПГ, що може потребувати збільшення потужності електростанції.